# Маранц Берта Соломонівна
Бе́рта Соломо́нівна Маранц (* 16 грудня 1907, Проскурів — † 4 травня 1998, Нижній Новгород) — українська та російська піаністка й педагог; з 1972  року — заслужений діяч мистецтв РСФСР, професорка.

## Життєпис
Походить з родини багатого проскурівського цукрозаводчика Соломона Маранца. З 1912 року родина проживала в Одесі. Навчалася в Одеській консерваторії, педагогами були Рейнгбальд Берта Михайлівна та Д. С. Айсберг.
Закінчила Московську консерваторію по класу Генріха Нейгауза. Ще до закінчення навчання отримала запрошення працювати в штаті Московської консерваторії.
Працювала в Одесі концертмейстером, зокрема, у П. С. Столярського, виступала з його учнями — Борис Гольдштейн, Давид Ойстрах, Михайло Фіхтенгольц.
1938 року нагороджена дипломом та премією за найкраще виконання творів Бетховена на Другому Всесоюзному конкурсі музикантів-виконавців у Москві.
Стояла біля витоків двох великих консерваторій Росії — Свердловської (1934 рік) та Горьковської (1954 рік).
Як педагог виховала понад дві сотні піаністів, серед них — лауреати міжнародних конкурсів, професори, доктори та кандидати наук.
Згідно з критичними відгуками чудово інтерпретувала твори Бетховена та Шопена, також пропагувала сучасну музику.
Виступала з такими диригентами, як Р. Баршай, І. Гусман, В. Дударова, І. Мусін, М. Паверман, Г. Себастіан, О. Скульський, Т. Ханнікайнен, Г. Юдін.
Виступала постійно як камерна виконавиця та концертмейстер, її партнерами по виступах були А. Броун, Б. Гольдштейн, Н. Дорліак, З. Лодій, Давид Ойстрах, Д. Пантофель-Нечецька, М. Фіхтенгольц, Г. Цомик.
Її чоловік, Бендицький Семен Соломонович, — піаніст, викладач музики, професор, їхній син, Бендицький Олександр Семенович, — заслужений діяч мистецтв Росії.